# معاونت برون‌مرزی سازمان صدا و سیما
معاونت برون‌مرزی نام یکی از معاونت‌های سازمان صدا و سیمای جمهوری اسلامی ایران است که به زبان‌های مختلف برای مخاطبان خارج از ایران برنامه پخش می‌کند. این معاونت شامل تعدادی شبکه رادیویی، تلویزیونی و نیز پایگاه‌های اینترنتی متعدد می‌باشد.

## مدیران معاونت برون‌مرزی از آغاز تاکنون
از سال ۱۳۶۳ بخش برون‌مرزی صدا و سیما از زیر نظر اداره کل اطلاعات و اخبار بیرون آمد و به یک معاونت مستقل تبدیل شد. ابوالقاسم قاسم‌زاده به عنوان اولین معاون برون‌مرزی صدا و سیما در سال ۱۳۶۳ با حکم محمد هاشمی رفسنجانی به این سمت منصوب شد و تا سال ۱۳۶۷ این پست را در اختیار داشت.
- سید محسن نبوی (از سال ۱۳۶۷ تا سال ۱۳۶۸)
- سید محمدعلی ابطحی (از سال ۱۳۶۸ به مدت سه ماه)
- شعبان شهیدی‌مؤدب (از سال ۱۳۶۸ تا مرداد ۱۳۷۳)
- محمد سرافراز (از مرداد ۱۳۷۳ تا آبان ۱۳۹۳ به مدت بیست سال این پست را در اختیار داشت)
- محمد اخگری (از آبان ۱۳۹۳ تا ۲۳ مرداد ۱۳۹۵)[۱]
- پیمان جبلی (از ۲۴ مرداد ۱۳۹۵ تا ۷ مهر ۱۴۰۰)
- احمد نوروزی (از ۱۹ مهر ۱۴۰۰ تاکنون)

مدیریت روابط عمومی این معاونت برعهده ماهرو یوسفی است. پیش از این شیدا اسلامی سمت روابط عمومی معاونت برون مرزی را عهده‌دار بود.

## رادیوها
- ترکی آذربایجانی
- آلبانیایی
- آلمانی
- اسپانیایی
- ارمنی
- اردو
- ملایو
- انگلیسی
- ایتالیایی
- بوسنیایی
- بنگالی
- پشتو
- ترکی استانبولی
- چینی
- فارسی دری
- روسی
- ژاپنی
- سواحلی
- کردی
- عربی
- عبری
- فرانسوی
- قزاقی
- هندی
- هوسا
- ازبکی
- تاجیکی
- ترکمنی
- تالشی
- آشوری

## شبکه‌های تلویزیونی
- شبکه‌سحاب[۳](شبکه جهانی سرویس‌های اینترنتی و رادیو)
- ایران‌پرس
- شبکه جام جم ۱ (برای ایرانیان مقیم اروپا)
- شبکه جام جم ۲ (برای ایرانیان مقیم آمریکا)
- شبکه جام جم ۳ (برای ایرانیان مقیم آسیا)
- سحر آذری (به زبان ترکی آذربایجانی)
- سحر اردو (به زبان اردو)
- سحر کردی (به گویش‌های کرمانجی و سورانی زبان کردی)
- سحر بالکان (به زبان بوسنیایی)
- سحر افغانستان (به زبان فارسی دری)
- شبکه العالم (شبکه خبری عربی)
- شبکه العالم سوریه (شبکه ویژه مسائل سوریه)
- شبکه الکوثر (شبکه معارف به زبان عربی)
- پرس تی‌وی (شبکه خبری انگلیسی)
- هیسپان تی‌وی (شبکه اسپانیایی)
- هوسا تی‌وی (شبکه هوسیایی زبان)
- آفریقا تی‌وی (شبکه آفریقایی زبان)
- آی‌فیلم اچ دی (شبکه فیلم و سریال به زبان فارسی)
- آی‌فیلم ۲ (شبکه فیلم و سریال به زبان فارسی دری)
- آی‌فیلم عربی (شبکه فیلم و سریال به زبان عربی)
- آی‌فیلم انگلیسی (شبکه فیلم و سریال به زبان انگلیسی)
- شبکه ثقلین (شبکه مذهبی و دینی به‌زبان عربی)

## پیوندها
- ایستگاه رادیویی موج کوتاه بعثت کمال‌آباد
- وب‌سایت معاونت برون‌مرزی
- پلت فرم برون مرزی یور مدیوم Urmedium.com